# Блазенський ковпак

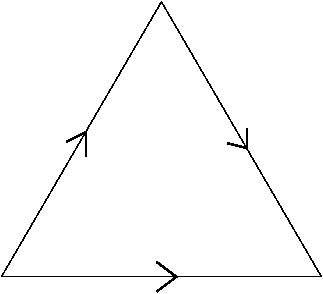

Блазенський ковпак — нетривіальний приклад стягуваного двовимірного комплексу.

## Побудова
Блазенський ковпак виходить з трикутника склеюванням всіх його сторін згідно зі стрілками на діаграмі. Після склеювання двох сторін виходить конус, після цього основа конуса склеюється з твірною. Таким чином обидва кінці твірної, вершина конуса і точка на основі склеюються.

## Властивості

Складання блазенського ковпака. Синій отвір зроблено для зручності спостереження: його можна закрити сферичним сегментом. Межа — зелений трикутник — складається в коло.

- Блазенський ковпак вкладається в 3-вимірний куб.
  - Більше того, образ цього вкладення є деформаційним ретрактом куба